# Partido Carlista (1971)
El Partido Carlista es un partido político español establecido entre 1970 y 1972 que afirma ser continuador de la organización histórica del carlismo. Tiene su origen en el radical cambio ideológico protagonizado por un sector juvenil minoritario de la Comunión Tradicionalista, vinculado a Carlos Hugo de Borbón-Parma, que se hizo con el control de la organización tras la expulsión de la familia Borbón-Parma de España en 1968.
Defiende el socialismo autogestionario y el federalismo, reclamando «el derecho a la autodeterminación de los pueblos y de las nacionalidades españolas». En cuanto a la jefatura de Estado, no se declara monárquico, sino accidentalista. En materia religiosa se definió como aconfesional, sin que esto suponga renuncia alguna a sus raíces cristianas.
Tras su creación y desde la oposición al franquismo, el Partido Carlista siguió convocando las tradicionales concentraciones de Montejurra que había organizado anteriormente la Comunión Tradicionalista, pero no logró retener a la mayoría de los carlistas españoles que, desconcertados y dispersos, a principios de los años 70 se desvincularon de este partido. Algunos de ellos fundaron en 1975 una nueva Comunión Tradicionalista abanderada por Sixto Enrique de Borbón, que quiso adueñarse del viacrucis de Montejurra y dio lugar a los violentos sucesos de Montejurra de 1976.
Aunque tuvo cierta notoriedad en la Transición, desde 1979 el Partido Carlista desempeña un papel testimonial en la política española. En el País Vasco y Navarra pasó a denominarse Partido Carlista de Euskadi (EKA).

## Historia

### Orígenes
El proceso que culminaría en el llamado Partido Carlista se remonta al año 1957, cuando el joven príncipe Carlos Hugo hizo su primera aparición en la romería de Montejurra. Por aquel entonces, el carlismo javierista, que defendía la acción del Requeté en la guerra civil pero se sentía marginado por el régimen franquista desde el decreto de Unificación, había empezado a colaborar con las autoridades en vistas a la posibilidad de que Franco instaurase una monarquía tradicional. Carlos Hugo, a su vez, aspiraba a ser designado rey de España de acuerdo con lo establecido en la Ley de Sucesión en la Jefatura del Estado.
Tras su llegada a España, el príncipe se dejó asesorar por el catalán Ramón Massó, al que nombró jefe de su Secretaría Política. Massó había sido designado en 1955 Delegado Nacional de la Agrupación de Estudiantes Tradicionalistas (AET), rama estudiantil del sector carlista leal a Javier de Borbón-Parma, y, junto con el resto de los jóvenes que componían aquella secretaría, trabajó con el dirigente carlista José María Valiente (sucesor de Manuel Fal Conde) en su nueva política de colaboración con el régimen. Para estos jóvenes, el principal adversario de los carlistas ya no era Franco, sino Juan de Borbón.
Los secretarios presentaron al príncipe Carlos Hugo como un líder político que encarnaba los «verdareros principios del 18 de julio», pero al mismo tiempo se oponía al centralismo, al capitalismo y al aislamiento. El viraje en sentido izquierdista de los secretarios se haría cada vez más patente a raíz del Concilio Vaticano II, que proclamó una doctrina en materia de libertad religiosa a la que siempre se había opuesto el carlismo.

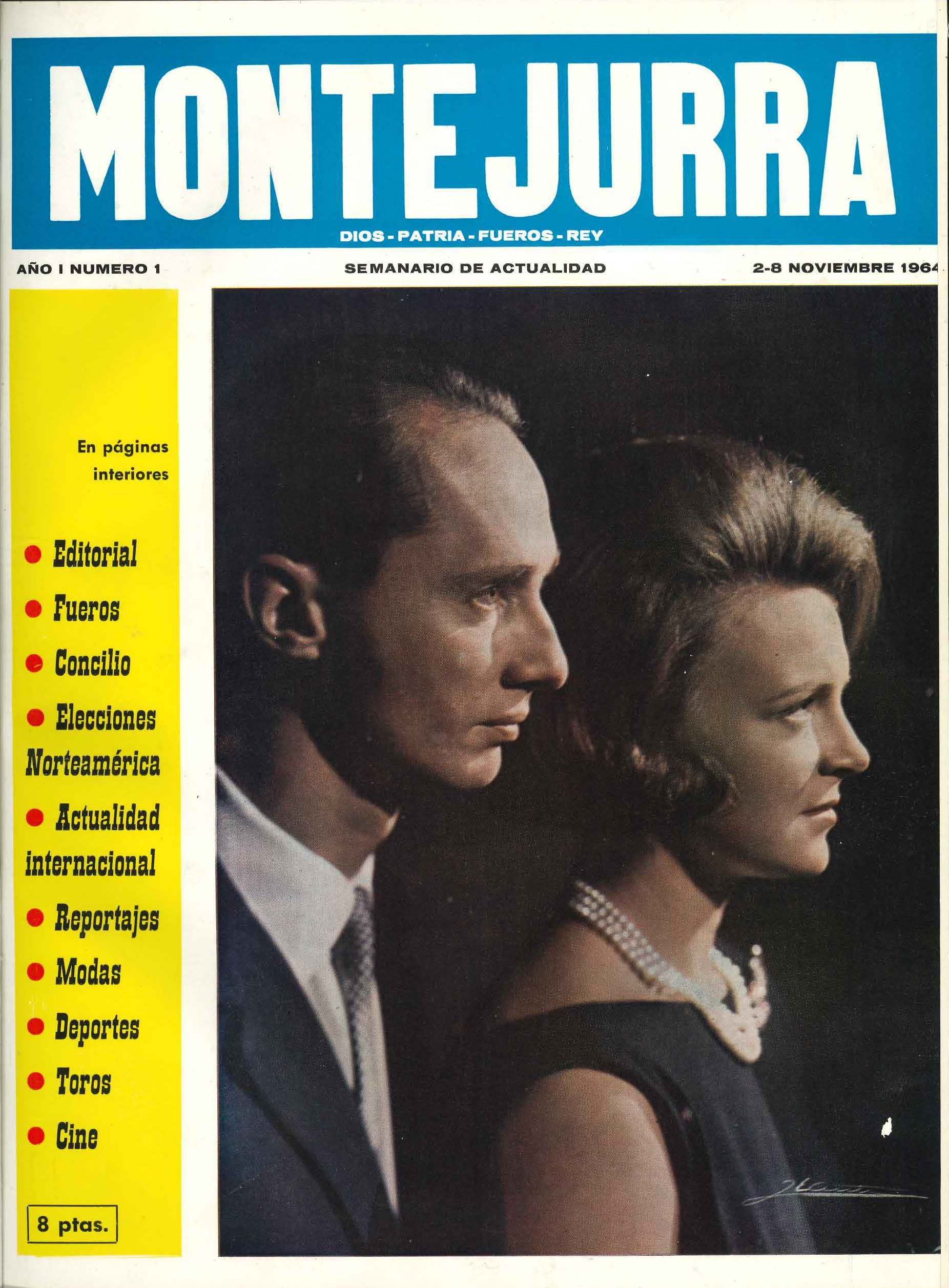
Portada de la revista Montejurra, 1964

En estas circunstancias, a lo largo de la década de 1960 tendría lugar la pugna entre dos sectores enfrentados en el seno de la organización que abanderaba Javier de Borbón-Parma: los llamados «progresistas», partidarios de las innovaciones ideológicas, y los llamados «integristas», defensores del clásico tradicionalismo español. Los primeros obtuvieron una importante victoria en 1965, cuando lograron ocupar puestos clave en el organigrama carlista, en lo que se dio en llamar «golpe de Estado de los secretarios».
El giro se vio refrendado por el ascenso de José María de Zavala (1924-1992) a la secretaría general de la Comunión en 1966. Ese mismo año el procurador en Cortes José Ángel Zubiaur exigía la anulación del Decreto de Derogación del Concierto Económico de Vizcaya y Guipúzcoa durante los actos de Montejurra, mientras en un sector de la juventud carlista de las Provincias Vascongadas y Navarra se producía un acercamiento a las posiciones del nacionalismo vasco. A partir de entonces empezó a notarse también un cambio en el lenguaje que dejó perplejos a muchos carlistas veteranos. Estos enviaron numerosas cartas a Valiente e incluso al pretendiente Don Javier, rogándole que la Comunión Tradicionalista mantuviese sus principios. El «integrista» Roberto G. Bayod, por ejemplo, acusaba a Massó de haber echado veneno contra la religión y la tradición con sus ideas socialistas, calificándolo como «el último Maroto», y alertaba de que el carlismo estaría condenado a desaparecer si el príncipe Carlos Hugo de Borbón Parma era como lo presentaba el periodista José Carlos Clemente.
Sin embargo, los secretarios de Carlos Hugo, que habían creado el mito de Carlos Hugo como príncipe socialista, afirmaron desvincularse del carlismo en un manifiesto firmado en mayo de 1967, ya que, de acuerdo con Ricardo de la Cierva, Carlos Hugo había vuelto al «integrismo».
En aquel nuevo giro en su política, el príncipe Carlos Hugo llegó a declarar con motivo de la celebración del 18 de Julio de 1967:

Ante el 18 de Julio no caben complicidades tácticas. Quienes buscan soluciones que no broten de él, aparte de cometer una traición o capitular, demuestran que son incapaces de percibir la hondura histórica de este hecho…

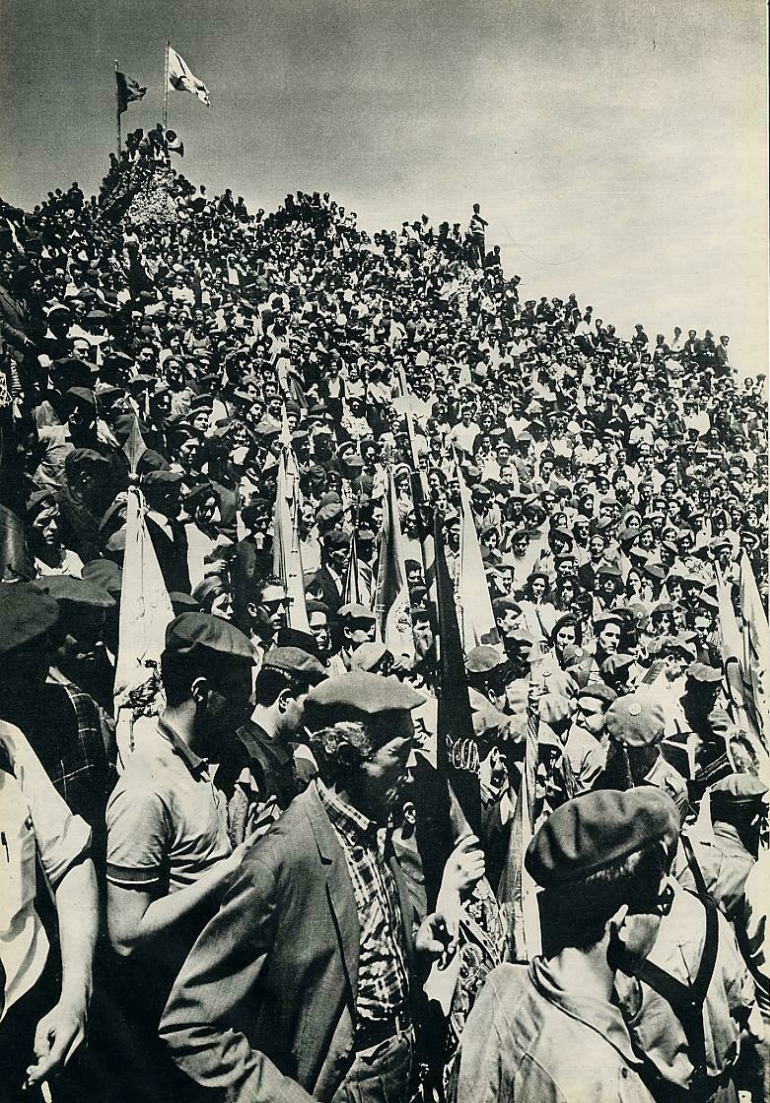
Montejurra, tardofranquismo

Aun así, el sector progresista finalmente no abandonaría el partido y con ocasión del acto de Montejurra de 1968, el Movimiento Obrero Tradicionalista y la AET publicaron un manifiesto en el que realizaban el siguiente balance de los treinta años de la dictadura franquista: 

«La Justicia Social pisoteada; Una Paz llena de injusticias, dictatorial, eterna y opresora; Treinta años de sindicalismo antidemocrático; El centralismo repugnante que engendra el separatismo; La explotación partidista de una guerra que acabó hace muchos años; La perpetuación de unas castas privilegiadas; Una Universidad acallada con porras; Una Prensa dirigida que oculta la verdad o la tergiversa; Una jerarquía eclesiástica que se aparta del Concilio para seguir al Gobierno que la nombró; Un Futuro que se quiere decidir a espaldas del auténtico Pueblo y en contra de la Juventud; Un Estado que se dice Católico y Social, y en cambio es opresor, hipócrita y capitalista».

La expulsión de Carlos Hugo de España por parte del régimen franquista y la elección al año siguiente de su rival Juan Carlos de Borbón como futuro rey supuso el abandono brusco de la estrategia que consistía en bascular entre la oposición y la colaboración con el régimen franquista, y se dieron pasos agigantados en el que los partidarios de Carlos Hugo designaron como la "clarificación ideológica" del carlismo, que desembocó en la formulación de un carlismo socialista autogestionario.
Entre los años 1969 y 1970 la mayor parte de las secciones de la AET y la totalidad de las del MOT pasaron a denominarse Comités Estudiantiles Carlistas y Comités Obreros Carlistas.

### Fundación

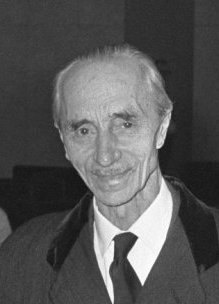
Don Javier, 1970

Entre los años 1970 y 1972, en los llamados Congresos del Pueblo Carlista celebrados en Arbonne (Francia), la nueva dirección de la Comunión Tradicionalista, bajo los auspicios del príncipe Carlos Hugo de Borbón Parma, propuso una serie de cambios ideológicos. Según el historiador Francisco Javier Caspistegui, las decisiones estaban tomadas con antelación y los congresos sirvieron para arrogarse una supuesta participación activa de las bases, del «pueblo carlista». Durante estas asambleas fue abandonada la denominación de «Comunión Tradicionalista», uno de los nombres que había tenido el carlismo desde su establecimiento como partido político en 1869, y cambiada por la de «Partido Carlista», que consideraban que había sido la denominación primigenia del movimiento. El refundado Partido Carlista, desechando el ideario tradicionalista, se definió como democrático, socialista y federal desde posiciones claramente izquierdistas, en medio de una profunda división entre la militancia entre tradicionalistas y partidarios del cambio, siendo expulsado el que hasta entonces había sido jefe delegado de la Comunión Tradicionalista, José María Valiente.
En este proceso fue fundamental la participación, en estrecha colaboración con Carlos Hugo, del secretario general del partido, José María de Zavala, y del periodista Josep Carles Clemente, encargado la dirección ideológica, que desarrolló entonces su teoría de diferenciación entre Carlismo y Tradicionalismo. Esta línea ideológica significó la culminación de un proceso de renovación iniciado en la década de 1960 por los sectores estudiantiles AET y obreros MOT del carlismo, en el cual fue especialmente fuerte la influencia del catolicismo progresista y del Concilio Vaticano II. Los detractores de estos Congresos afirmaron que se estaba rompiendo con la tradición política del carlismo, mientras que sus defensores afirmaban que se trataba de una necesaria actualización de acuerdo con los profundos cambios estructurales de la sociedad española, que en muy poco tiempo había experimentado un alto grado de desarrollo industrial y urbano. Se ha afirmado que el cambio ideológico fue uno de los factores que produjo el retraimiento progresivo de la base popular carlista, que ya no sabía a qué atenerse, descendiendo el número de participantes en la concentración anual de Montejurra de casi 100 000 en la década de 1960 a unos 5000 a inicios de los 70.
Los días 17, 18 y 19 de julio de 1970 fue celebrado cerca de Vera de Bidasoa un Congreso de la Juventud Carlista por parte de las posiciones más radicales. Se constituyeron entonces unas llamadas «Fuerzas Activas Revolucionarias Carlistas» con el fin de presionar hacia la izquierda los ritmos evolutivos del aparato central del Partido Carlista, que consideraban muy lentos. El 23 de agosto de 1970, cinco miembros cercanos a ETA de los Grupos de Acción Carlista, grupo marginal partidario de la nueva línea del Partido Carlista, hicieron estallar una bomba en la imprenta del periódico El Pensamiento Navarro, que en 1970 se había desvinculado del nuevo partido por su cambio ideológico.
El 27 de julio de 1971 fue reestructurada la Junta Suprema del Carlismo (máximo organismo directivo), cesando en sus cargos Juan J. Palomino y Ricardo Guiz de Gauna. En su nueva composición estaba conformada por el equipo de la Secretaría General, los representantes de las juntas regionales e Ignacio Romero Osborne, por la Hermandad Nacional de Antiguos Combatientes de los Tercios de Requetés. El mismo año Carlos Hugo y Zavala decidieron presentar candidaturas carlistas a las elecciones a procuradores en las Cortes fanquistas por el tercio familiar, con la intención de aprovechar el periodo electoral para hacer propaganda del partido. De los candidatos promovidos, fueron elegidos como procuradores Manuel Escudero Rueda y Gabriel Zubiaga Imaz, por Guipúzcoa; Juan Botanch Dausa, por Gerona; y Fidel Carazo Hernández, por Soria.
En febrero de 1972 Javier de Borbón-Parma, tras sufrir un grave accidente de tráfico, transfirió la dirección del partido a su hijo Carlos Hugo de Borbón-Parma. Ante los ataques que recibía la nueva línea ideológica y política del Partido Carlista desde diferentes posiciones, en 1973 apareció una carta firmada por Javier de Borbón-Parma en el boletín I.M., en la cual se señalaba que:

Por una parte se encontraban incrustados dentro del partido en sus puntos rectores, los que nos inmovilizaban por su integrismo; y por otra parte, los que intentaban llevarnos a la colaboración con el régimen dictatorial para que fuésemos utilizados como base de su maniobra. Ambos intentaban por intereses propios, sean de orden ideológico o sean de ambición personalista impedir una dinámica popular queriendo sustituirla por corrientes contrarias al ser del Carlismo. Hoy estos hombres frustrados en sus ambiciones e intereses, militan en fuerzas o grupos que siempre combatieron al Carlismo (...) No son carlistas aquellos que desde fuera o desde dentro esgrimen posiciones de poder y de prestigio personalista empleando para su defensa grandilocuentes términos marcados de un falso espiritualismo, patriotismo o carlismo.

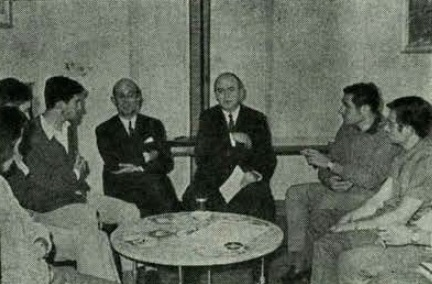
Mariano Zufía y jóvenes militantes pamploneses, tardofranquismo

Los sectores tradicionalistas negaron que este y otros manifiestos fuesen atribuibles al rey, y en 1973 los carlistas valencianos del Círculo Aparisi y Guijarro manifestaron en su boletín que esos conceptos disonaban del clásico estilo, vocabulario y pensamiento de Don Javier, y que la nueva dirección del partido se estaba aprovechando de la lealtad de los carlistas hacia su viejo rey «para colar en las conciencias patrones ideológicos prefabricados». Por su parte, Ramón María Rodón afirma en su tesis doctoral que en la década de 1970 Don Javier se encontraba ya muy debilitado física y mentalmente, razón por la que, según Rodón, su primogénito y sus hijas María Teresa, Cecilia y Nieves «lo manejaban y lo instrumentalizaban con mucha facilidad», haciéndole firmar documentos de cuyo contenido no se enteraba.
Por su disconformidad con los planteamientos izquierdistas, diversos grupos se apartarían durante estos años del Partido Carlista. Algunos de ellos conectarían en 1975 con el hermano menor de Carlos Hugo, Sixto de Borbón, que trató de liderar un partido político alternativo desde posiciones tradicionalistas. Para ese fin fue recuperada la denominación de «Comunión Tradicionalista» que el Partido Carlista había abandonado en 1971.

### El Partido Carlista durante el tardofranquismo

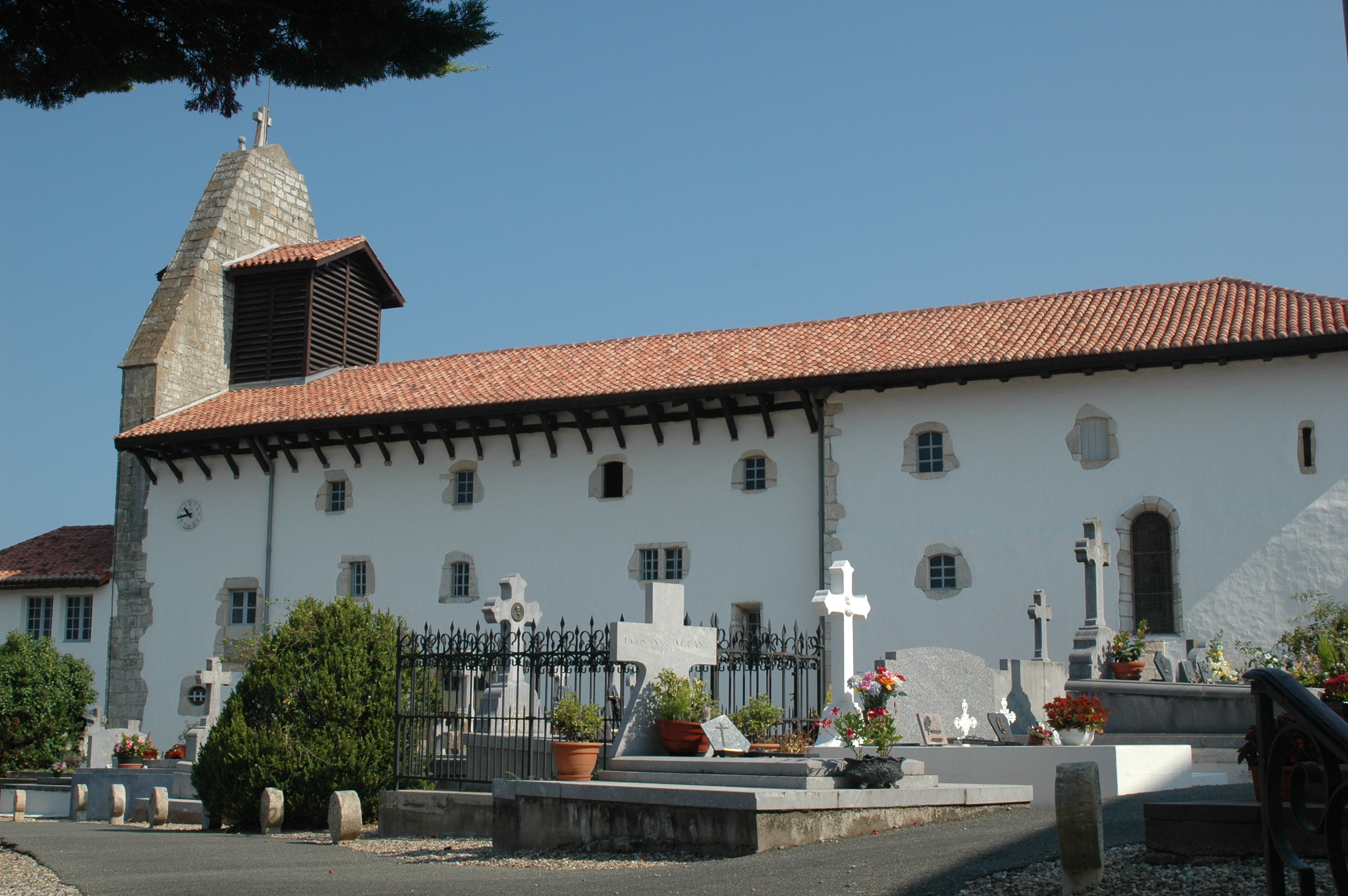
Arbonne

En 1971 Partido Carlista entra en la recién fundada Asamblea de Cataluña, que reúne a toda la oposición democrática catalana. En marzo, Cecilia de Borbón-Parma es expulsada del territorio español. En abril en Arbonne es celebrado el II Congreso del Pueblo Carlista. El día 8 de mayo la Policía cierra en Madrid los locales del Círculo Cultural Vázquez de Mella y de la Hermandad Nacional de Antiguos Combatientes de los Tercios de Requetés, que utilizaba el Partido Carlista. El día 14 de mayo es anunciada la suspensión gubernamental de la revista Montejurra, de Pamplona. A partir de entonces la única publicación legal de la que dispondrá el Partido Carlista será la revista Esfuerzo Común, de Zaragoza. En 1972 son juzgados cinco militantes de los Grupos de Acción Carlista en un Consejo de Guerra en Santander. En junio se desarrolla el III Congreso del Pueblo Carlista.[cita requerida]
En 1973 en el acto del Quintillo, que organiza el Partido Carlista de Andalucía, su Junta Regional publica una Declaración denunciando el subdesarrollo de su territorio. En el acto de Montejurra el Partido Carlista propone a las diversas fuerzas opositoras la conformación de un «Frente Democrático Revolucionario». Por entonces surgen las «Mesas Democráticas», promovidas por militantes comunistas, cristianos de base y carlistas.
El 15 de septiembre de 1974 el Partido Carlista se incorporó a la Junta Democrática de España, plataforma unitaria de diversas fuerzas antifranquistas que se había constituido unos meses antes en París. Sin embargo por discrepancias con el PCE en relación con la cuestión nacional anuncia su marcha el 4 de febrero de 1975, ya que «no puede aceptar la configuración que se le viene dando a dicha Junta, de carácter centralista».
Desde finales de la década de 1960 las secciones de requetés se habían ido distanciando de la nueva línea política de Carlos Hugo y sus secretarios, a los que no dudaban en calificar como "camarilla". En 1972 se trató incluso de crear una nueva Comunión Tradicionalista sobre la base del Requeté. Por su parte, la Hermandad Nacional de Antiguos Combatientes de Tercios de Requetés, reorganizada en 1971 bajo la presidencia de José María Codón, había reafirmado su compromiso con los Principios Fundamentales del Movimiento Nacional. Sin embargo, bajo la presidencia de Carlos Hugo y desde Francia, se creó una nueva Junta Nacional de la Hermandad, que nombró como presidente al Marqués de Marchelina. Este había sido destituido de la Hermandad oficial, en lo que los seguidores de Carlos Hugo consideraron una «maniobra del régimen». El 25 de mayo de 1975, en Arbonne, esta nueva Hermandad celebró una asamblea, en la que participaron unos cien delegados y a la cual también asistieron Don Javier y Carlos Hugo. La asamblea ratificó la adhesión de esta organización a la línea ideológica y política del Partido Carlista, aprobando además una Declaración donde reivindicaba la superación de la Guerra Civil y un proceso de reconciliación entre los españoles que condujese a una sociedad democrática. La Hermandad oficial se integró en 1974 en la Confederación Nacional de Excombatientes de José Antonio Girón de Velasco, que durante la Transición continuó exaltando la guerra civil como Cruzada contra el comunismo.

### El Partido Carlista durante la Transición

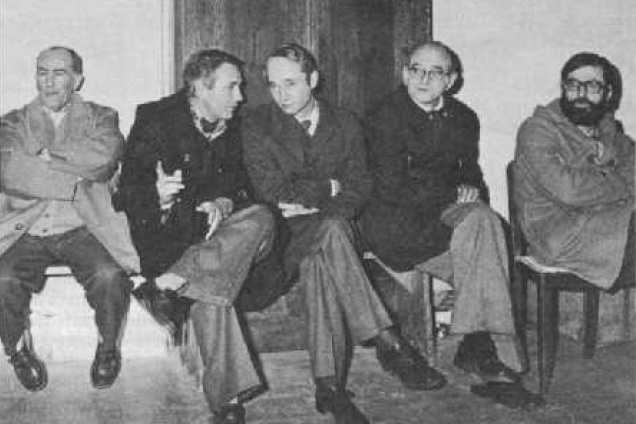
encierro-protesta, transición

El 6 de abril de 1975, un grupo de personalidades carlistas encabezado por Raimundo de Miguel, entre los que se hallaban varios jefes regionales y dirigentes de la antigua Comunión Tradicionalista, decidieron escribirle a Don Javier una carta colectiva manifestando su discrepancia con lo que consideraban que era una desviación por parte del príncipe Carlos Hugo del pensamiento carlista tradicional y con la nueva línea del llamado partido carlista «aconfesional, democrático, liberal y socialista», al que acusaban no sólo de haber hecho tabula rasa del pensamiento y la historia del carlismo, sino de haberla querido interpretar con los puntos de vista de «sus seculares enemigos». Pero antes de ser enviada la carta se produjo la noticia de la abdicación de Don Javier en su hijo Carlos Hugo, realizada el 20 de abril.
El 22 de septiembre de 1975 apareció en escena Sixto Enrique, que se negó a guardar lealtad a su hermano Carlos Hugo, a quien acusaba de haber abandonado los principios básicos del carlismo.
El 11 de junio de 1975, el Partido Carlista, en colaboración con otras organizaciones antifranquistas como el Partido Socialista Obrero Español, participa en la fundación de la Plataforma de Convergencia Democrática.
El 10 de julio de 1975 Carlos Hugo, con motivo del centenario de la jura de los Fueros por Carlos VII en Guernica, en una rueda de presa presenta ante periodistas españoles y extranjeros un estudio sobre el conflicto nacional vasco y la alternativa federal del Partido Carlista.
En marzo de 1976 la Junta Democrática de España y la Plataforma de Convergencia Democrática se fusionaron en la Coordinación Democrática, más conocida popularmente como la «Platajunta».

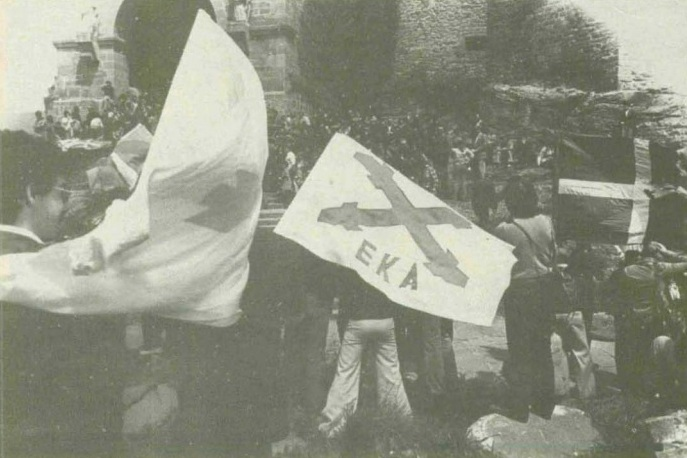
Javier, 1977

En 1976 a pesar de las promesas de apertura del Gobierno de Suárez, a Carlos Hugo se le prohíbe en Barajas su entrada en el territorio español. En cambio, su hermano Sixto Enrique de Borbón (hasta entonces apartado de la política española) pudo viajar por España en agosto de 1975 para contactar con los sectores de la refundada Comunión Tradicionalista, con el objetivo de reconquistar Montejurra para el tradicionalismo y destruir al nuevo Partido Carlista socialista. Esta campaña fue promovida por periódicos tradicionalistas o afines como El Alcázar, El Pensamiento Navarro, Brújula, Iglesia-Mundo, ¿Qué pasa?, de la que también se hizo eco la prensa del Movimiento. y desembocaría en los sucesos de Montejurra de 1976, que se saldaron con la muerte de dos militantes izquierdistas que acudieron a la romería.
En febrero de 1977 el Partido Carlista participó en la creación de Euskal Erakunde Herritarra. En la primavera el Gobierno prohibió la celebración de los actos de Montejurra, que finalmente fueron celebrados en el castillo de Javier.
Con motivo de las primeras elecciones en junio de 1977, el Partido Carlista no pudo presentarse con sus siglas por no estar legalizado. Sin embargo, se presentó por Navarra bajo la plataforma electoral «Montejurra (Fueros-Autonomía-Socialismo-Autogestión)» y, a pesar de la intensa campaña electoral, no logró ningún diputado, obteniendo solo 8 451 votos en Navarra (3,57 %), mientras que Alianza Foral Navarra —partido formado por carlistas tradicionalistas que acabaría integrándose en AP y UPN— logró 21 900 (8,47 %), quedándose también sin representación en el Congreso.

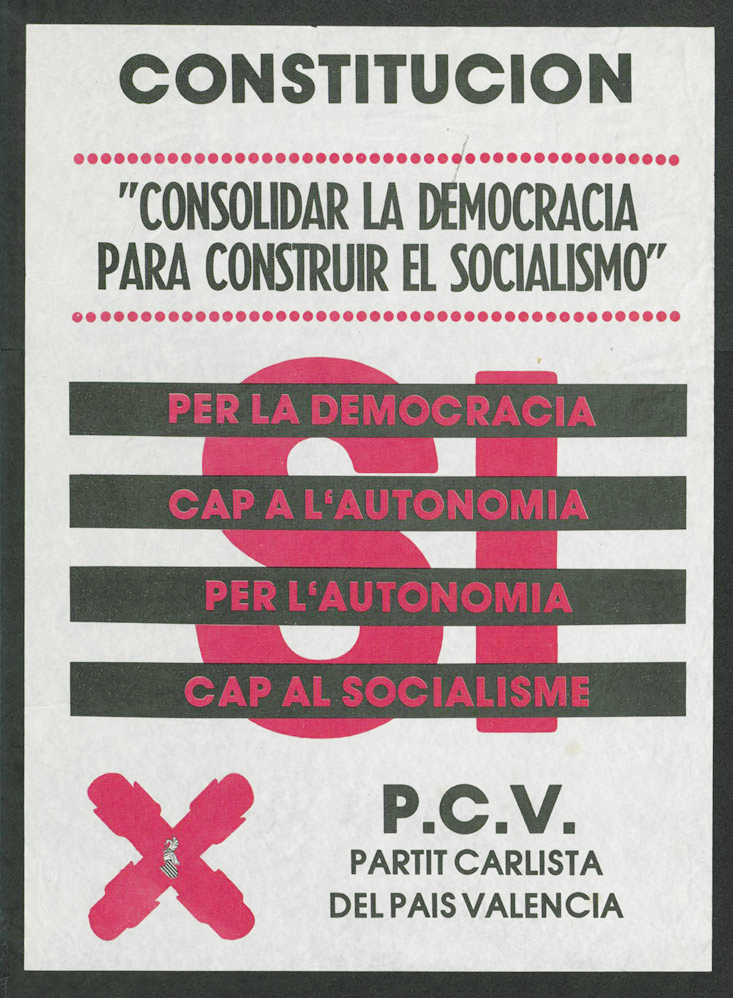
Cartel del PC

Finalmente el 10 de julio el Partido Carlista fue legalizado con ese nombre. Los días 30-31 de octubre y el 1 de noviembre se celebra en Madrid el IV Congreso del Partido Carlista, siendo reelegido José María Zavala como secretario general. Dentro de su equipo, Carlos Carnicero se encargaba de la secretaría de organización, mientras que María Teresa de Borbón Parma llevaba la de relaciones internacionales.[cita requerida]
El Partido Carlista defendió el "Sí" en el referéndum de la Constitución de 1978. En las elecciones generales de marzo de 1979 obtuvo 50 552 votos (0,28 %) y quedó sin representación parlamentaria. Los mejores resultados los obtuvo en Navarra con 19 522 votos (7,72 %). Debido al fracaso electoral, varios de sus principales dirigentes dimitieron de sus cargos como fue el caso de José María de Zavala, su secretario general, o de Carlos Carnicero. El partido entraría en crisis por la marcha de una parte importante de su militancia hacia partidos nacionalistas y de izquierda. En abril de ese año obtuvo 12 165 votos (4,79 %) en las elecciones al Parlamento de Navarra de 1979, obteniendo un escaño que fue ocupado Mariano Zufía pero que no volvería a revalidar en posteriores comicios. Meses más tarde con motivo de un nuevo Congreso Federal Mariano Zufía asumiría la secretaría general del PC. En noviembre de 1979 Carlos Hugo renunció a la presidencia del Partido Carlista y en abril de 1980 se dio de baja en el partido, trasladándose a Estados Unidos.

### Historia reciente

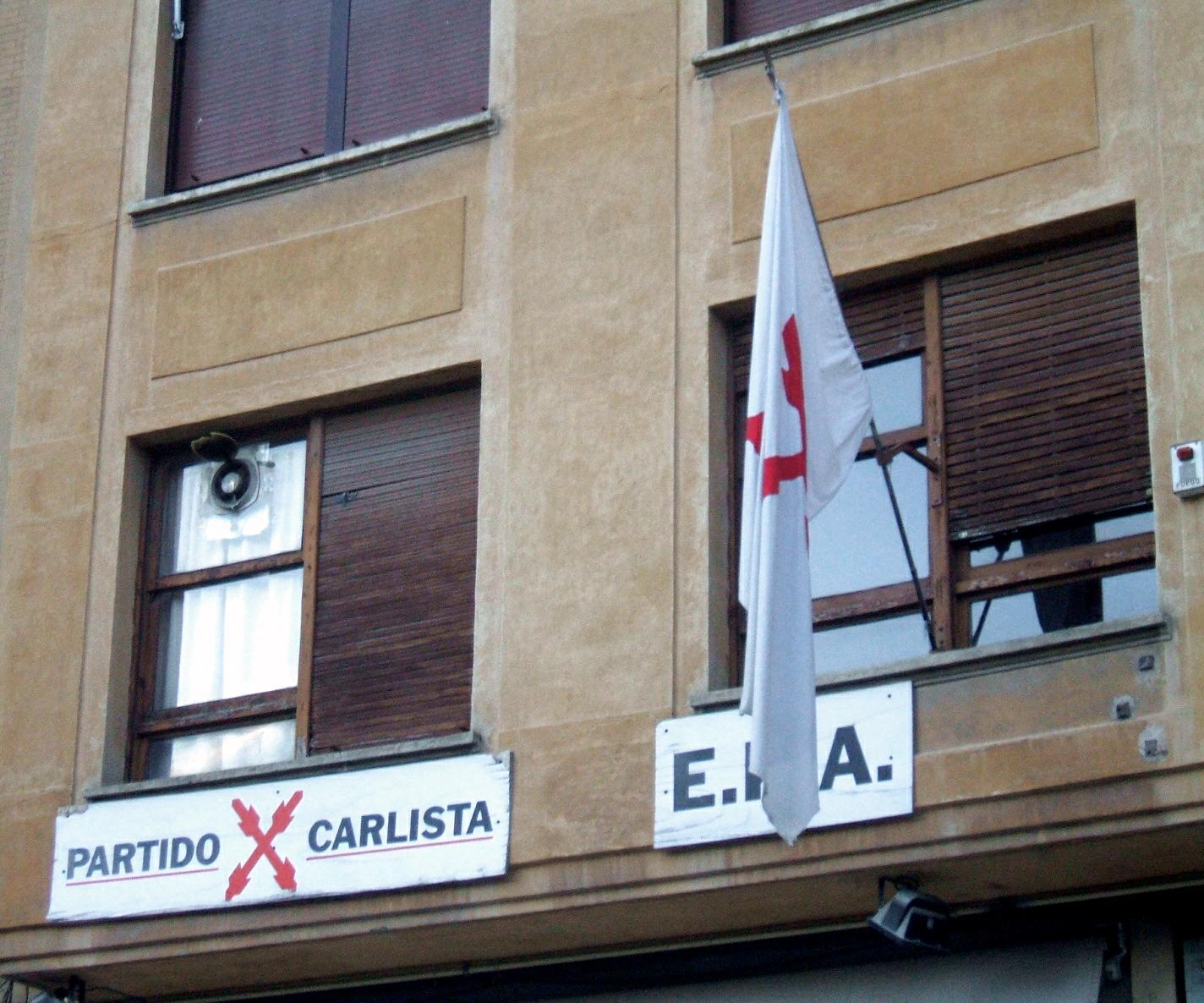
Sede del EKA, Estella.

Tras las elecciones al Parlamento de Navarra de 1983 y la pérdida del único parlamentario foral logrado en 1979, Zufia abandonó el cargo de secretario general, asumiendo el liderazgo del partido en Navarra José Ángel Pérez-Nievas, cargo que ocupó hasta 2002.[cita requerida] En 1983 fue elegido Enrique Cordero como secretario general.[cita requerida]
En 1986 fue una de las fuerzas que dieron origen a Izquierda Unida (IU), aunque fue expulsado de la coalición pocos meses después.
En febrero de 1987 se celebra en Pamplona el VII Congreso Federal del Partido Carlista, en el que es elegido Juan Francisco Martín de Aguilera nuevo secretario general federal. Un sector planteó la autodisolución, pero fue rechazado por el 75 % de los compromisarios. El partido se definió como «federalista y de izquierdas, que lucha por la implantación de las libertades reales y no formales». En 1998 fue uno de los partidos y asociaciones firmantes del Pacto de Estella.[cita requerida]
En su concentración anual de Montejurra del año 2016, según La Tribuna del País Vasco, solo reunió unas escasas decenas de personas.

## Reinterpretación de la historia del carlismo

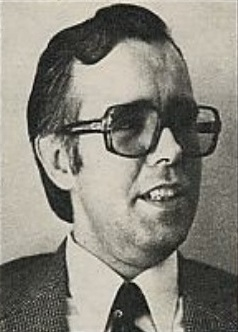
Evaristo Olcina

A inicios de la década de 1970, de acuerdo con la tendencia prevaleciente en la izquierda española renaciente de los años 70, el Partido Carlista liderado por Carlos Hugo de Borbón-Parma abandonó el tradicionalismo y se definió como «autogestionario», propugnando una fuerte dosis de autogobierno a nivel provincial, local y comunitario que entroncaba, según sus promotores, con el «foralismo y comunitarismo carlista del siglo XIX». Para avalar ideológicamente el cambio y presentar el carlismo como una alternativa de revolución social y de transformación democrática, opuesto a la visión conservadora tradicional, se llevó a cabo una reinterpretación histórica del carlismo, defendida principalmente por el periodista José Carlos Clemente, en la que también colaboraron otros militantes del partido como Evaristo Olcina Jiménez (n. 1938), Pedro José Zabala Sevilla (1934-2021), Fernando García Villarrubia y María Teresa de Borbón-Parma. Según esta reinterpretación, el carlismo habría sido «un movimiento eminentemente popular y anticapitalista contrario al oligárquico y centralista Estado liberal».
Para negar el carácter reaccionario que se había achacado tradicionalmente al carlismo, el citado José Carlos Clemente, militante e ideólogo del Partido Carlista en la década de 1970, desarrolló una teoría de diferenciación entre Carlismo y Tradicionalismo, defendiendo en numerosas de sus obras sobre la historia del carlismo que «el sector foralista y anticentralista» eran «los auténticos carlistas» que durante la Segunda República habrían sido «relegados al ostracismo por los integristas y tradicionalistas», siendo desplazados los planteamientos federalistas a un segundo plano en favor de una política centrada fundamentalmente en la defensa de la Iglesia católica como reacción al anticlericalismo.

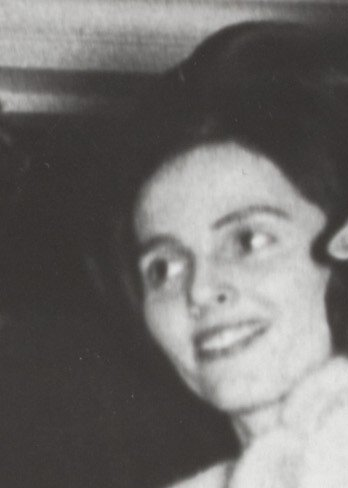
María Teresa de Borbón-Parma

Al quedar de manifiesto el cambio ideológico, en 1976 el profesor Manuel Tuñón de Lara declaró en una entrevista que la evolución seguida por el Partido Carlista era «un fenómeno de gran interés, aunque sin duda alguna es explicable», destacando que el carlismo había tenido siempre un enorme arraigo popular y el notable proceso de industrialización en las zonas donde estaba extendido, particularmente en Navarra.
En su reinterpretación propagandística del carlismo, Josep Carles Clemente divulgó durante décadas una cita falsa de Karl Marx en la que supuestamente el ideólogo comunista alemán habría elogiado el carlismo, afirmando que no era «un puro movimiento dinástico y regresivo», sino «un movimiento libre y popular en defensa de tradiciones mucho más liberales y regionalistas que el absorbente liberalismo oficial». María Teresa de Borbón-Parma, Fermín Pérez-Nievas y otros militantes del Partido Carlista también aludieron a ella a partir de la década de 1970 a fin de justificar el cambio ideológico de los seguidores de Carlos Hugo. En 2001 Miguel Izu demostró la falsedad de dicha cita, que mezcla partes de un texto real de Friederich Engels publicado en 1849 en la Nueva Gaceta Renana, con las opiniones sobre el mismo del tradicionalista Jesús Evaristo Casariego, que fue quien lo tradujo al español en 1961 y adjudicó erróneamente su autoría a Marx. En cambio, en los artículos periodísticos de Karl Marx constan alusiones a los carlistas como «ladrones facciosos», una referencia despectiva a Don Carlos como «el quijote de los autos de fe» y una alusión a los partidarios europeos de Don Carlos como «cretinos».
Diversos autores han rechazado que los planteamientos del Partido Carlista moderno tengan precedentes en el carlismo histórico. Por ejemplo, Ricardo de la Cierva definió al Partido Carlista moderno como «un extraño híbrido de resabios carlistas y socialismo autogestionario», debido al asesoramiento del príncipe Carlos Hugo, según de la Cierva, de «consejeros estrambóticos» como José Carlos Clemente, a quien define como «carlista de origen, yugoslavo de fascinación y luego partidario comprensivo de la Masonería». Autores de orientación tradicionalista, como Pablo Sagarra y Juan Ramón de Andrés, han negado igualmente precedentes en el carlismo histórico, afirmado que el nuevo Partido Carlista se inspiró en el socialismo del dirigente yugoslavo Tito y adoptó, a partir del Congreso del Pueblo Carlista de 1971, «una ideología contraria a los principios tradicionalistas», señalando la influencia de las hermanas de Carlos Hugo, María Teresa y Cecilia, conocidas como las princesas rojas. Según estos autores, lo que Carlos Hugo y sus sucesores pensaron que era una reforma y aclaración del carlismo, fue «una descomposición doctrinal» y el «abandono de sus esencias tradicionalistas». Por su parte, el profesor Miguel Ayuso ha calificado de «escandalosa» y «mendaz» la biografía de Javier de Borbón-Parma escrita por Clemente y Joaquín Cubero en 1997 titulada Don Javier, una vida al servicio de la libertad, criticada también por Manuel de Santa Cruz, ya que la obra sugiere que el regente y posterior rey de los carlistas se habría enfrentado al franquismo a partir del Decreto de Unificación desde unos postulados izquierdistas que, según Ayuso, eran inexistentes en el carlismo en esa época.

## Resultados electorales

### Elecciones generales
| Fecha | Votos                                              | %                                                  | Dipu- tados                                        |
| ----- | -------------------------------------------------- | -------------------------------------------------- | -------------------------------------------------- |
| 1977  | No pudo presentarse al no estar aún legalizado     | No pudo presentarse al no estar aún legalizado     | No pudo presentarse al no estar aún legalizado     |
| 1979  | 50 552                                             | 0,28                                               | -                                                  |
| 1982  | 224                                                | 0,00                                               | -                                                  |
| 1986  | Se presentó dentro de la coalición Izquierda Unida | Se presentó dentro de la coalición Izquierda Unida | Se presentó dentro de la coalición Izquierda Unida |
| 1989  | No presentó candidaturas                           | No presentó candidaturas                           | No presentó candidaturas                           |
| 1993  | No presentó candidaturas                           | No presentó candidaturas                           | No presentó candidaturas                           |
| 1996  | No presentó candidaturas                           | No presentó candidaturas                           | No presentó candidaturas                           |
| 2000  | 2131                                               | 0,01                                               | -                                                  |
| 2004  | 1813                                               | 0,01                                               | -                                                  |
| 2008  | 2080 (en trece circunscripciones)                  | 0,01                                               | -                                                  |

### Elecciones municipales
| Fecha | Votos total España | %    | Concejales |
| ----- | ------------------ | ---- | ---------- |
| 1983  | ?                  | ?    | -          |
| 1987  | 727                | 0.00 | -          |
| 1991  | 1218               | 0,01 | -          |
| 1995  | 162                | 0,00 | -          |
| 1999  | ?                  | ?    | -          |
| 2003  | ?                  | ?    | -          |
| 2007  | ?                  | ?    | -          |

### Elecciones al Parlamento Europeo
| Fecha | Votos total España       | %                        | Diputados                |
| ----- | ------------------------ | ------------------------ | ------------------------ |
| 1987  | No presentó candidaturas | No presentó candidaturas | No presentó candidaturas |
| 1989  | 8477                     | 0,05                     | -                        |
| 1994  | 4640                     | 0,02                     | -                        |
| 1999  | No presentó candidaturas | No presentó candidaturas | No presentó candidaturas |
| 2004  | 1600                     | 0,01                     | -                        |

## Secretarios generales federales del Partido Carlista
| Secretario General Federal        | Mandato    |
| José María de Zavala              | 1965-1979  |
| Mariano Zufía                     | 1979-1983  |
| Enrique Cordero                   | 1983-1987  |
| Juan Francisco Martín de Aguilera | 1987-2000  |
| Evaristo Olcina                   | 2000-2009  |
| Jesús María Aragón                | 2009-2021  |
| José Lázaro Ibáñez Compains       | Desde 2021 |